# Delphine Lansac
Delphine Lansac (n. 18 jul 1995) és una esportista francesa que competeix en bàdminton en la categoria individual. Va participar en els 2015 BWF World Championships en individual femení i dobles femení (amb Emilie Lefel).